# Ophiolite
 (août 2020).

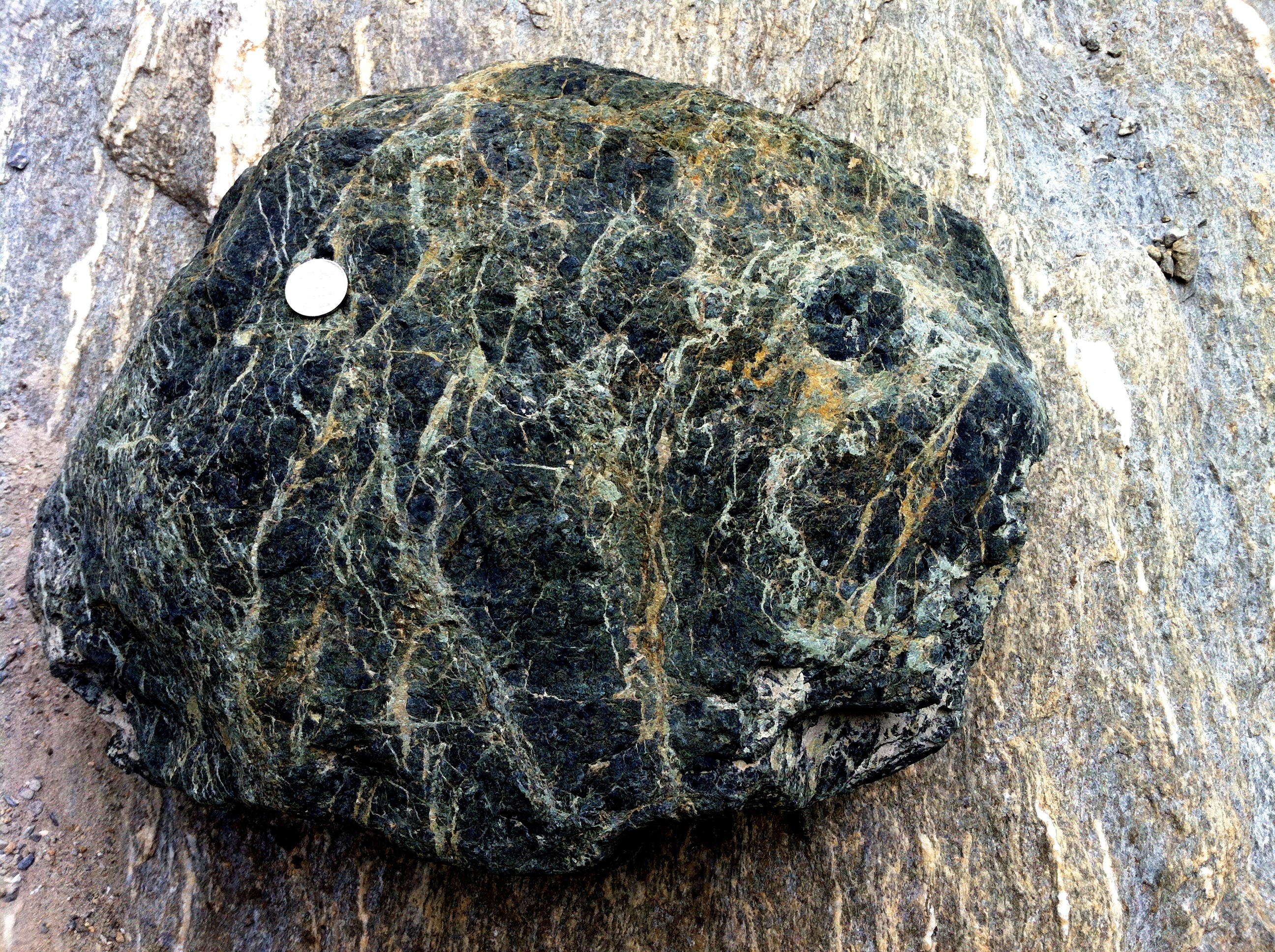
Bloc de serpentinite, roche couramment présente dans les ophiolites.

Les ophiolites sont un ensemble de roches appartenant à une portion de lithosphère océanique, charriée sur un continent lors d'un phénomène de collision (convergence) de deux plaques lithosphériques (par obduction).

## Étymologie
Le mot vient du grec ὄφις / ophis, serpent, et λιθοσ / lithos, pierre, en référence à la texture superficielle de certaines de ces roches — la serpentinite notamment — qui évoque une peau de serpent.

## Première présentation
Les « sutures ophiolitiques », témoins d'une fermeture océanique, prélude à la formation d'une chaîne de montagnes, s'observent dans les chaînes de collision comme les Alpes et l'Himalaya. Un des plus spectaculaires charriages d'ophiolites est celui du sultanat d'Oman. Mais ce n'est qu'un des quelque 150 complexes ophiolitiques répertoriés à travers le monde.
Les âges de ces ophiolites vont de 2 milliards d'années (au Québec) à moins de 3 millions d'années (au Chili). Dans les Alpes françaises et italiennes (Queyras, mont Viso, Haute Ubaye, Haute Maurienne), les ophiolites, reliques du plancher océanique de la Téthys alpine, ont environ 160 millions d'années ; leur obduction sur la lithosphère continentale est un épisode de l'orogenèse alpine ; tandis que celles de Chamrousse, près de Grenoble, remontent à 400 millions d'années et ont été charriées sur le continent lors de l'orogenèse hercynienne.
L'origine de ces roches, présentes dans de nombreux massifs montagneux, est restée incertaine jusqu'à l'avènement de la tectonique des plaques.

## Origine océanique des ophiolites
L'exploration du fond des océans, notamment au voisinage des dorsales océaniques et des failles transformantes, a permis de montrer l'origine océanique des ophiolites. En effet, les premières campagnes d'exploration firent apparaître une correspondance entre certaines séquences ophiolitiques et certaines séquences de roches des lithosphères océaniques actuelles. Dans les deux cas en effet, la séquence type (très simplifiée) semblait être, de haut en bas, la suivante : sous des radiolarites (sédiments siliceux formés par les squelettes de radiolaires, organismes du plancton marin), on rencontre des basaltes, puis des microgabbros, puis des gabbros, puis des péridotites, ou des serpentines issues de l'altération des mêmes péridotites. On trouve souvent, à la base d'une séquence ophiolitique charriée sur une marge continentale, une "semelle" de roches métamorphiques dont l'épaisseur peut atteindre 300 mètres. Elles sont issues de basaltes et de sédiments rabotés et métamorphisés par la nappe ophiolitique encore chaude au cours de son charriage.
Il convient cependant de ne pas confondre les ophiolites avec les roches constitutives des lithosphères océaniques actuelles. En effet les premières ont parfois subi des phases de métamorphisme et de rétrométamorphisme qui ont considérablement transformé les roches initiales : les péridotites ont donné des serpentinites, les gabbros des métagabbros, les basaltes des métabasaltes (prasinites), les radiolarites des quartzites, etc. De plus les processus complexes de leur tectonisation ont fait que les séries ophiolitiques sont rarement complètes (c'est le cas notamment des ophiolites alpines, reliques dissociées et dilacérées d'un plancher océanique détruit par l'écaillage de la lithosphère océanique au cours de la subduction). Enfin, il faut tenir compte de l'altération due à l'érosion. On tiendra compte de ces remarques en lisant le chapitre suivant, qui décrit la formation des ophiolites à partir de celle des roches des lithosphères océaniques actuelles.
Caractéristiques des ophiolites 
- des ophiolites non métamorphisées : on les trouve dans le massif du Chenaillet. Il s'agit d'ensembles constitués de péridotites surmontées de gabbros puis de basaltes en coussins. Il s'agit donc des vestiges d'une ancienne lithosphère océanique obductée sur le continent lors de la convergence des plaques.
- des ophiolites métamorphisées : on les trouve dans le mont Viso. Les gabbros présentent des transformations minéralogiques. En effet, on y trouve de la hornblende, du glaucophane (métagabbro du faciès schiste bleu) et dans certains cas on y trouve du grenat ainsi que de la jadéite (éclogite). Il s'agit ici de la preuve d'une ancienne subduction, à l'occasion de la fermeture de l'océan alpin.

## Genèse
Le développement des recherches océanographiques à partir de 1945 a conduit, au début des années 1960, à l'élaboration de la théorie de la tectonique des plaques, véritable révolution dans le domaine de la géologie. Un ensemble de cartes des fonds océaniques a été dressé, faisant apparaître le réseau interconnecté des dorsales (ou rides) océaniques, réseau qui s'étend sur environ 75 000 km. L'expansion des fonds océaniques à partir des dorsales a été prouvée par la découverte d'anomalies magnétiques alternées, traces des alternances passées du champ magnétique terrestre fossilisées dans le basalte de la croûte océanique.

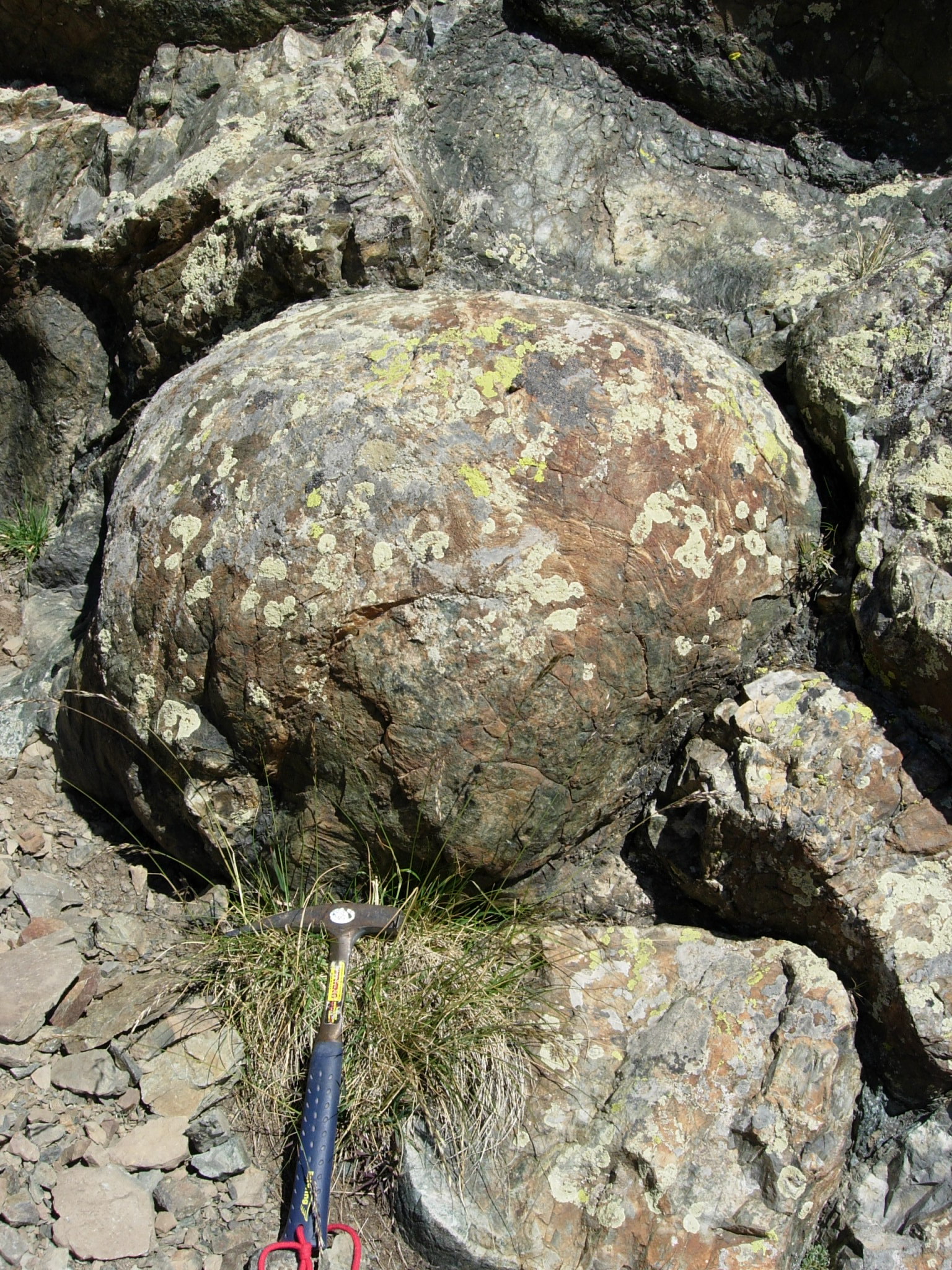
Basaltes en coussin dans les Alpes (Chenaillet).

La structure de cette croûte a pu être précisée par des sondages et par des campagnes d'exploration menées par des sous-marins (sous-marin américain Alvin, sous-marin français Nautile), notamment le long des failles transformantes. Le manteau supérieur, sous-jacent à la croûte, a pu être atteint, 6 km environ sous la surface de celle-ci. Il est formé de péridotites, généralement altérées, au niveau des failles transformantes, en serpentinites par altération hydrothermale. Séparés de ces péridotites par la discontinuité de Mohorovicic (ou Moho), des gabbros lités forment le plancher de la croûte proprement dite. Au-dessus des gabbros lités se rencontre une zone de gabbros isotropes. Des filons basaltiques généralement verticaux, intrusifs les uns dans les autres ("complexe filonien") s'y enracinent. Ces filons sont surmontés par des coulées de laves basaltiques qui prennent à la surface de la croûte des formes "en coussin", "en polochon" ou "en tube" (pillow lavas).
Une dorsale (ride médio-océanique) est formée par une remontée convective du manteau plastique (asthénosphère). Les conditions de pression et de température permettent un début de fusion du manteau à partir de 75 km de profondeur. Les péridotites du manteau supérieur, productrices de basalte par fusion partielle, sont des lherzolites (olivine + orthopyroxène + clinopyroxène + plagioclase). Elles forment le manteau dit "fertile". Au-dessus viennent les harzburgites (olivine + orthopyroxène + spinelle), résidu des lherzolites après extraction du liquide basaltique, puis les dunites (roches encore plus réfractaires). Ces deux dernières formes de péridotites constituent le manteau dit "appauvri". Au-dessus du Moho, à la base de la croûte, le liquide basaltique s'accumule dans une chambre magmatique (elle peut atteindre quelques dizaines de kilomètres de largeur, quelques kilomètres de hauteur) située sous la dorsale. En se refroidissant lentement (passant de 1 200 degrés à 950-1 000 degrés), il donne naissance aux gabbros lités. Ces gabbros, très proches chimiquement des basaltes, s'en distinguent par une cristallisation grossière, réalisée lentement à la base de la chambre magmatique, ainsi qu'au contact des parois, refroidies par la circulation hydrothermale. Ils sont surmontés par des gabbros non lités (gabbros isotropes) ayant cristallisé plus rapidement au toit de la chambre magmatique. Les basaltes du complexe filonien s'y enracinent. Ils alimentent les coulées de lave et les laves en coussin par fracturation de la partie supérieure de la croûte. L'épaisseur de la couverture basaltique (complexe filonien + coulées de lave)  est de l'ordre de 2 000 m. Cette couverture est elle-même recouverte par des sédiments de plaine abyssale : les radiolarites.

## Les séquences ophiolitiques

Séquence ophiolitique.

En 1972, les travaux de la Penrose Conference ont conduit à définir une séquence ophiolitique type comportant de bas en haut les éléments suivants :
1. un niveau ultrabasique, constitué de péridotites (lherzolites, harzburgites, dunites)[2] ;
2. un niveau gabbroïque (gabbros lités surmontés par des gabbros isotropes)[2] ;
3. un niveau filonien (filons subverticaux de microgabbro)[2] ;
4. un niveau de laves basiques (pillow lavas de basalte)[2].

Cependant, les recherches menées dans les années qui suivirent ont montré qu'une telle séquence caractérisait en fait une lithosphère océanique d'expansion rapide : c'est actuellement le cas pour la lithosphère pacifique, dont le taux moyen d'expansion est de l'ordre de dix centimètres par an. On est alors en présence d'une croûte océanique épaisse et continue. La partie supérieure du manteau lithosphérique est à dominante harzburgitique (HOT : Harzburgite Ophiolite Type). L'ophiolite d'Oman appartient à ce type, qu'elle a d'ailleurs largement contribué à définir.
En revanche, dans le cas d'une lithosphère océanique d'expansion lente (comme actuellement pour la lithosphère atlantique, avec un taux d'expansion moyen de l'ordre de 2 cm/an), la croûte océanique est d'épaisseur réduite ; elle est discontinue et peut venir à manquer totalement : les péridotites du manteau supérieur affleurent alors directement au contact de l'océan. Cette partie supérieure du manteau lithosphérique est à dominante lherzolitique (LOT : Lherzolite Ophiolite Type). Les ophiolites alpines des Alpes françaises (massif du Chenaillet, près de Briançon ; massif de Roche Noire près de Ceillac) appartiennent à ce type. À Roche Noire (vallée du Haut Cristillan près de Ceillac), les péridotites du manteau, serpentinisées par altération hydrothermale, affleurent directement sous les radiolarites métamorphisées.

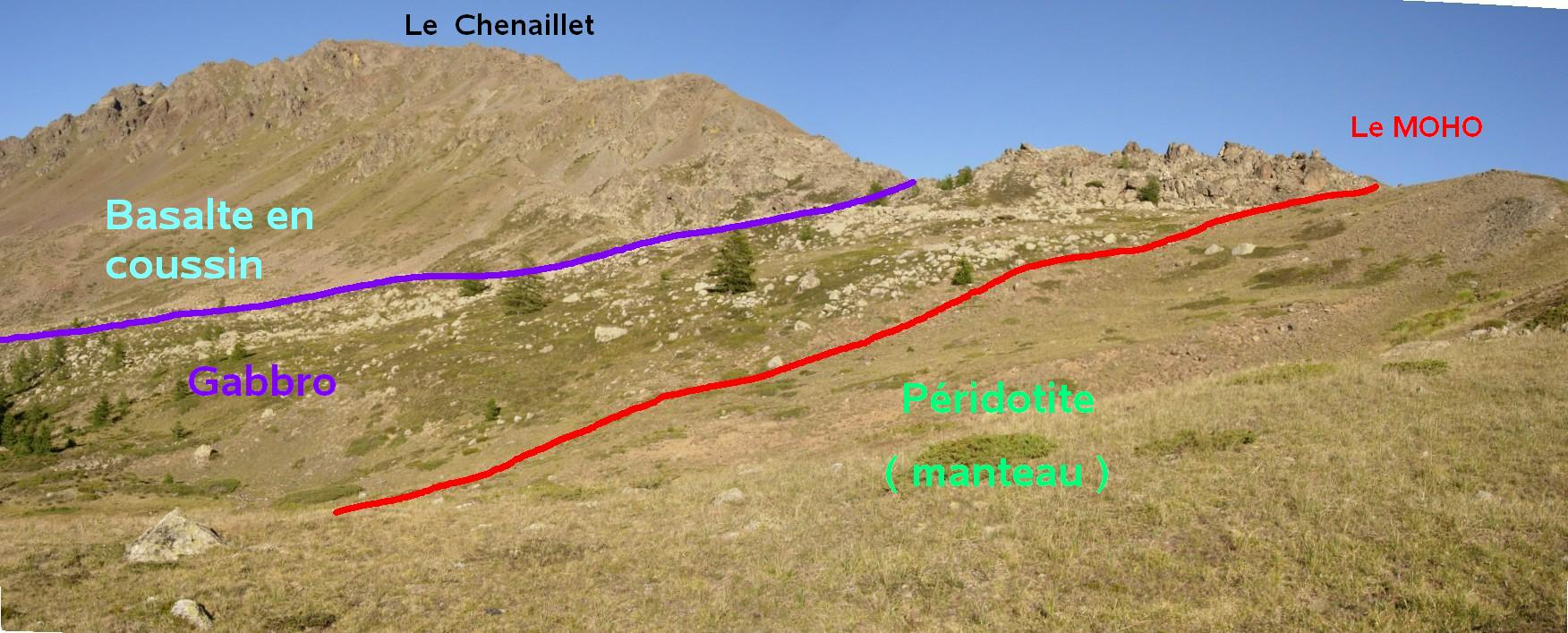
Séquence ophiolitique du Chenaillet.

## Intérêt de l'étude des ophiolites
L'étude des lithosphères océaniques actuelles nécessite la mise en œuvre de moyens considérables, sophistiqués et coûteux : plongées, dragages, forages, mesures géophysiques. Les ophiolites offrent au géologue l'opportunité d'étudier « à pied sec », à l'aide des outils et des méthodes classiques de la géologie, la structure et le fonctionnement d'une lithosphère océanique, surtout quand on a la chance d'avoir affaire à une ophiolite bien conservée et peu déformée, comme c'est le cas de l'ophiolite d'Oman.
Mais en fait, l'étude des ophiolites rencontre l'ensemble de la problématique de la tectonique des plaques, en particulier dans sa dimension diachronique. S'étant formées à des époques diverses, dans divers contextes paléogéographiques, dans divers environnements géodynamiques (dorsales médio-océaniques, bassins d'arrière-arc etc.), obductées sur les continents et intégrées à des chaînes de montagnes lors de diverses orogenèses, les ophiolites sont de précieux témoins, susceptibles de fournir des réponses à nombre de questions posées par les processus d'expansion et de fermeture océanique, de collision de plaques, d'orogenèse, et par le devenir de ces processus au long de l'histoire de la Terre.